# نت (میکرونزی)
نِت یکی از تقسیمات کشوری ایالت پوناپی در ایالات فدرال میکرونزی است.

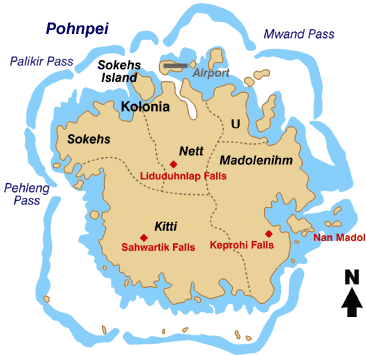
نقشه جزیره پوناپی و تقسیمات کشوری آن

## جزئیات
نت یکی از شش منطقه شهرداری در آبخوست اصلی پوناپی است که مرکز و شمال آن را در بر می‌گیرد.
در سال ۲۰۰۰ جمعیت این منطقه ۵,۱۳۹ نفر بود. در گذشته، شهرداری نت، کولونیا را نیز در بر می‌گرفت. اما امروزه، کولونیا یکی از تقسیمات کشوری مستقل است.

## وزارت آموزش ایالت پوهنپئی
وزارت آموزش ایالت پوهنپئی، مدرسه‌های دولتی زیر را اداره می‌کند:
- مدرسه ابتدایی نت[۳]
- مدرسه ابتدایی پارِم[۳]

دبیرستان بیلی اولتر